# Jerzy Kalina

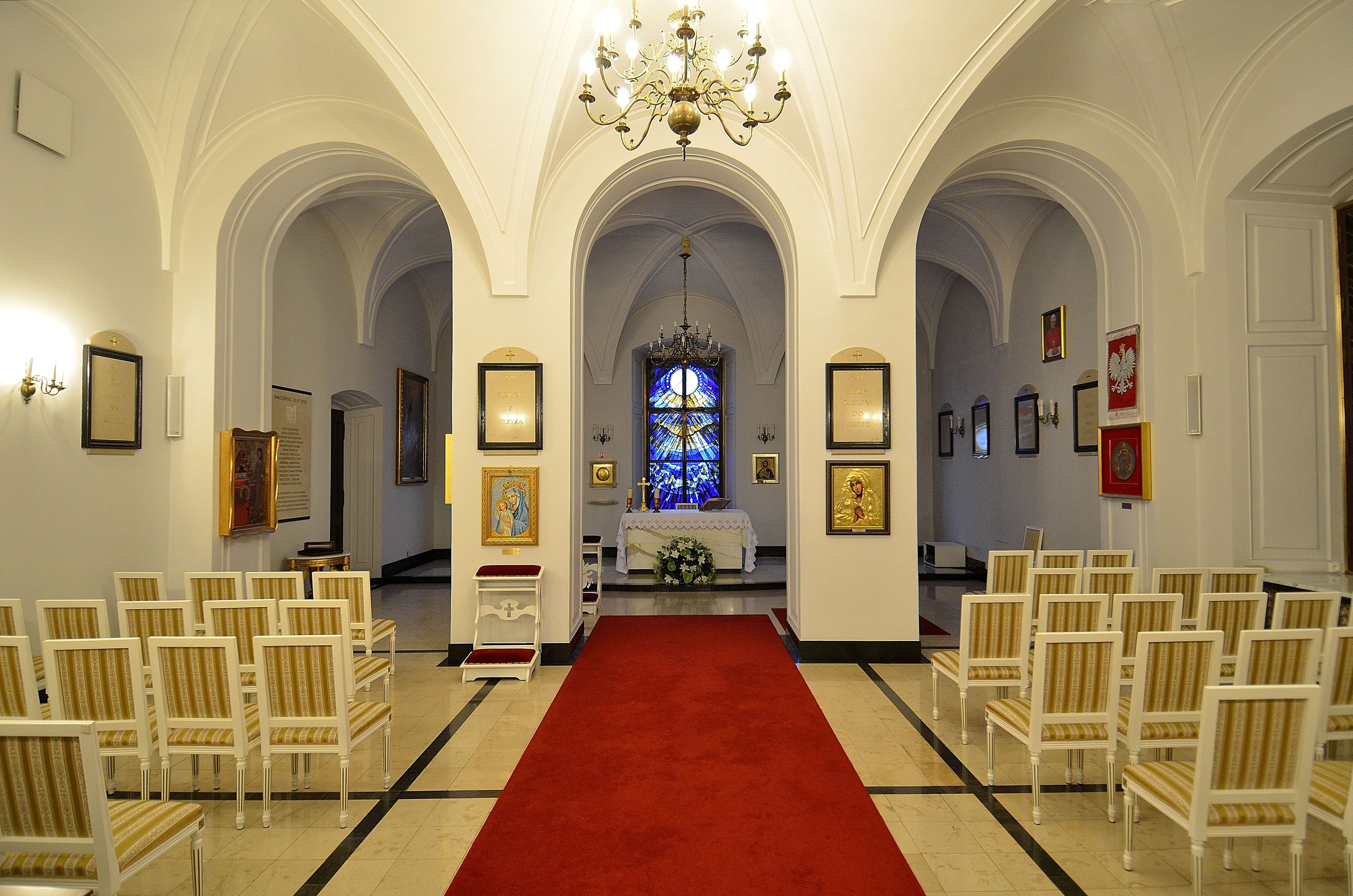
Kaplica Zwiastowania Najświętszej Marii Panny w Pałacu Prezydenckim w Warszawie

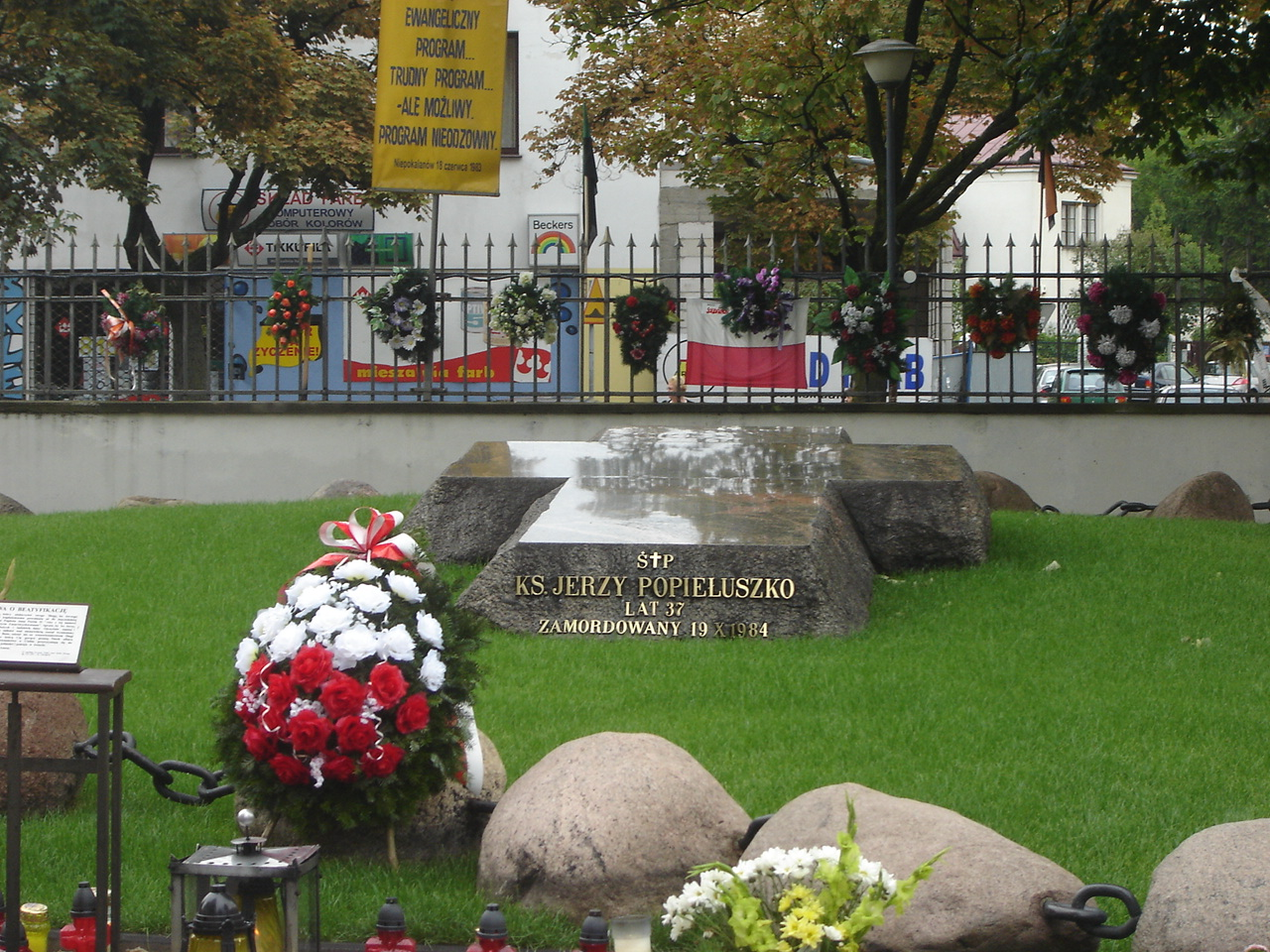
Grób ks. Jerzego Popiełuszki w Warszawie na Żoliborzu autorstwa Jerzego Kaliny

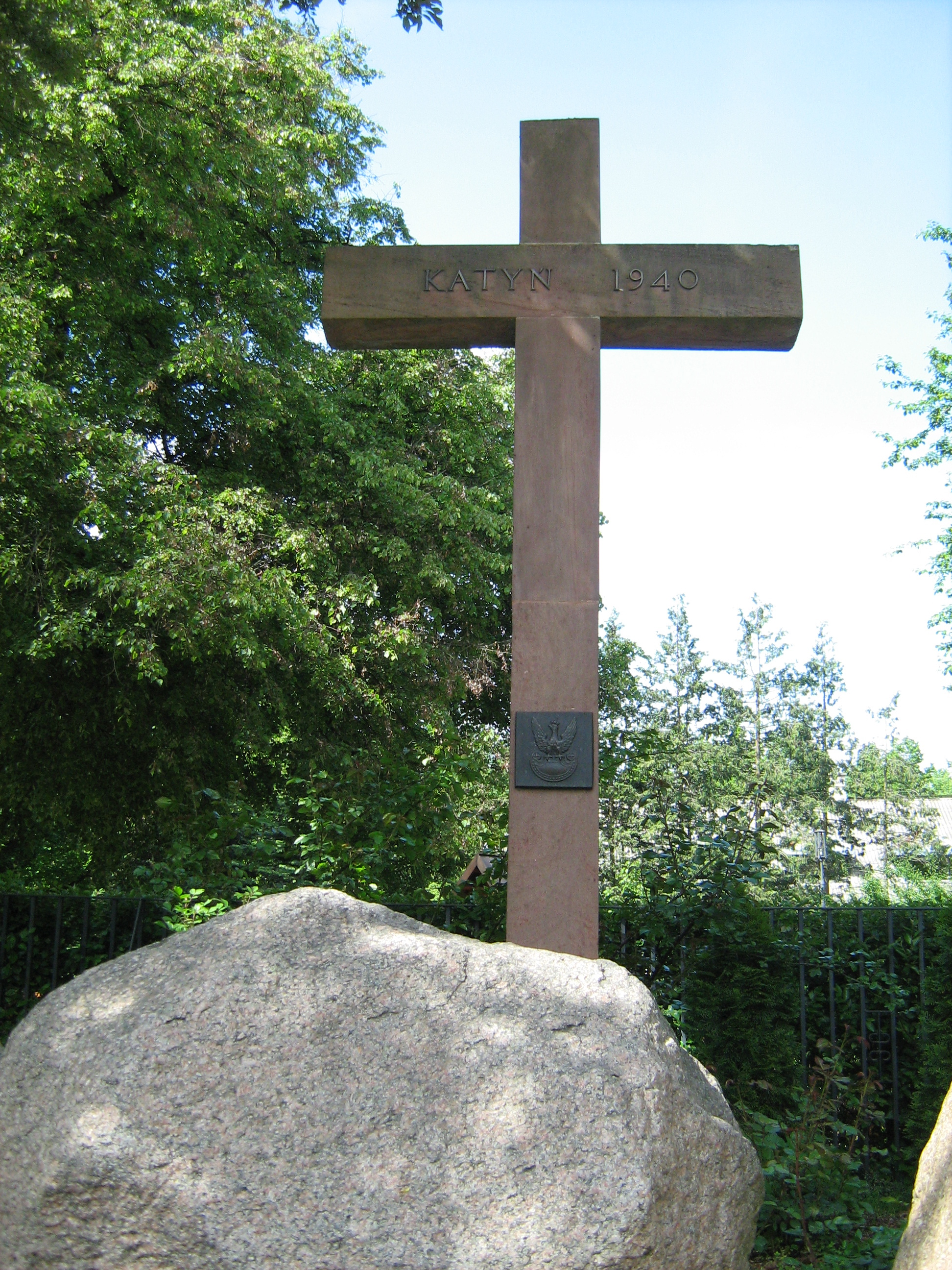
Pomnik Katyński 1940 w Podkowie Leśnej

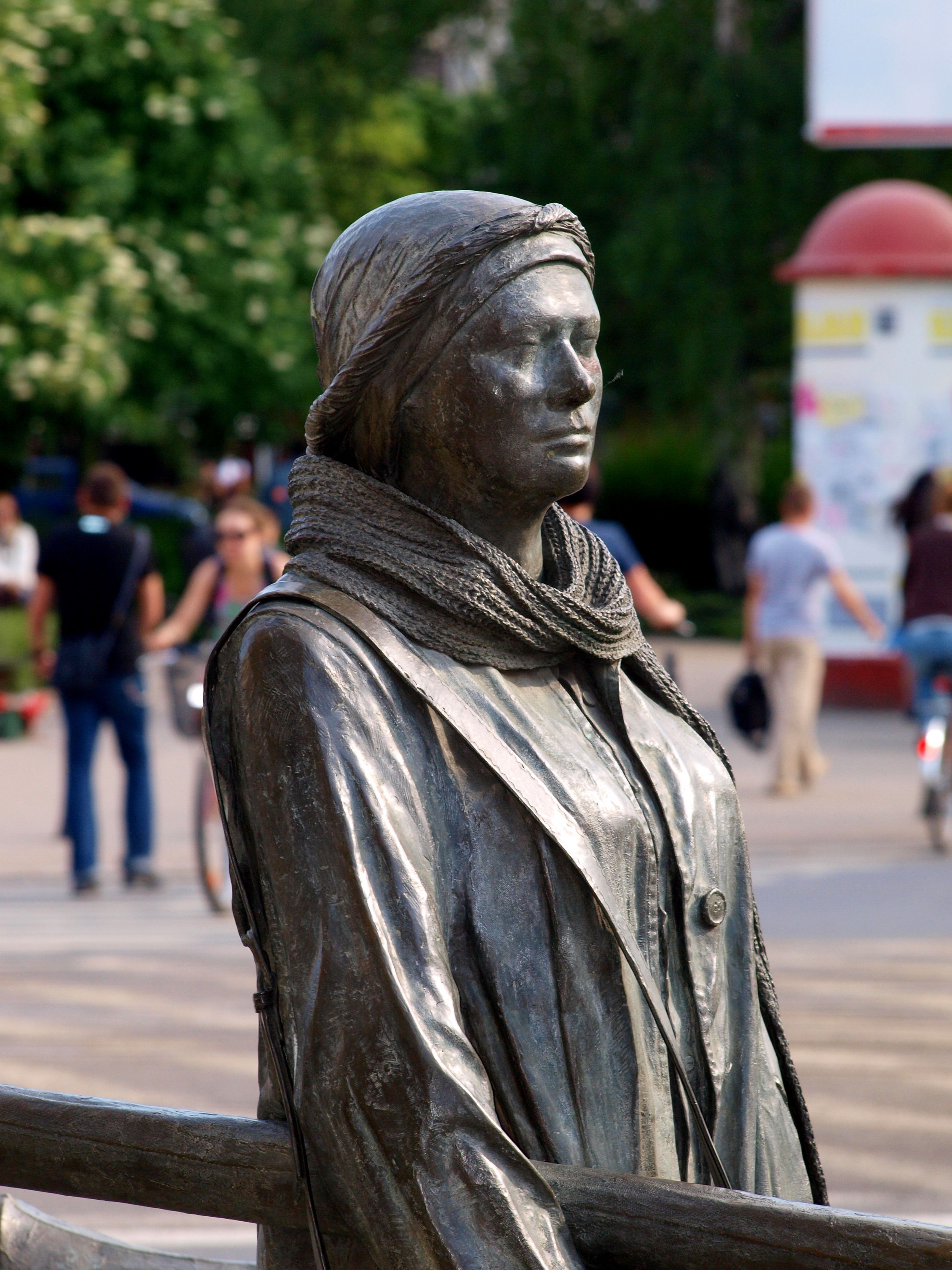
Kobieta – Pomnik Anonimowego Przechodnia we Wrocławiu

Jerzy Kalina (ur. 15 kwietnia 1944 w Garwolinie) – polski scenograf i plastyk, twórca scenografii teatralnych i filmowych, witraży, filmów animowanych i dokumentalnych, twórca instalacji, performer. Brat Andrzeja.
W młodości związany z Chojnowem w powiecie przasnyskim, gdzie jego ojciec był dyrektorem PGR. Ukończył warszawską Akademię Sztuk Pięknych, otrzymując w 1971 dyplom na wydziale malarstwa u Stefana Gierowskiego.

## Twórczość
Oprócz licznych ulotnych instalacji i performance’ów, które prezentował w latach 70., wykonał projekty m.in. nagrobka ks. Jerzego Popiełuszki na warszawskim Żoliborzu, pomnika Katyńskiego w Podkowie Leśnej, Krzyża Pomnika ks. Jerzego Popiełuszki we Włocławku przy tamie, cokołu pomnika marszałka Józefa Piłsudskiego (rzeźba Alfonsa Karnego) w warszawskiej AWF, kaplic w Pałacu Prezydenckim i pałacu Belwederskim w Warszawie. Jest autorem Pomnika Ofiar Tragedii Smoleńskiej 2010 roku na placu Piłsudskiego w Warszawie.
We Wrocławiu odsłonięty został w 2005 wykonany z brązu według jego projektu Pomnik Anonimowego Przechodnia, który amerykański magazyn „Budget Travel” uznał „za jedno z najbardziej niezwykłych miejsc na świecie”.
Jest również autorem projektu granitowej kapliczki u zbiegu ulic Orszady i Hlonda w Warszawie, na granicy dzielnic Wilanów i Ursynów, upamiętniającej ofiary zbrodni katyńskiej i katastrofy polskiego Tu-154 w Smoleńsku.
Jest też scenografem, m.in. twórcą oprawy papieskich mszy podczas pielgrzymek Jana Pawła II do Polski. Tworzył scenografie teatralne, współpracował m.in. z Janem Peszkiem i Kazimierzem Kutzem w warszawskich teatrach Małym, Studio, Narodowym oraz krakowskim Starym. Wystawił również kilka własnych spektakli teatralnych.
W latach 70. XX wieku swoje prace wystawiał w Galerii Repassage.
Jest też reżyserem i scenarzystą filmu pt. Tama 1984–1991 o księdzu Jerzym Popiełuszce i jego męczeństwie.
Wszedł w skład komitetu wspierającego kandydaturę Karola Nawrockiego na prezydenta RP w wyborach w 2025.
Jest jednym z bohaterów książki Jerzego Armaty Anima. Mistrzowie polskiej animacji (wyd. EGoFILM, Warszawa 2025).

## Akcje, instalacje
1971
- Dyplom anonima – determinaż, Warszawa, dziedziniec ASP, maj
- Skrępowanie – determinaż polityczny, Warszawa, pl. Zwycięstwa, lipiec
- Co trzeba, a czego nie należy wyrzucać na śmietnik – akcja, Warszawa Rynek Starego Miasta
- Biblia czytana od końca – instalacja, Warszawa, Galeria 10 na Woli

1972
- Dzień żurawia – akcja rytualna (przeprowadzona wspólnie z Małgorzatą Maliszewską), wieś Hołowienki, gdzie znajdowała się eksperymentalna galeria Andrzeja Ekwińskiego, 24 czerwca
- Obiekty chwilowe – XI debiut absolwentów – instalacja (przygotowana wspólnie z Małgorzatą Maliszewską) Warszawa, TPSP, październik
- Przystanek Taxi – akcja rytualna z udziałem Milo Kurtisa grającego na flecie, Wrocław, pl. Solny, październik
- Polski len – Moda Polska – akcja rytualna w wykopie przygotowanym pod budowę przejścia podziemnego między ASP a Uniwersytetem przy Krakowskim Przedmieściu w Warszawie, 15 listopada
- Ślub – akcja obrzędowa, Warszawa, dziedziniec Pałacu Ślubów na Starym Mieście, listopad
- U Hopfera – akcja rytualna, winiarnia „U Hopfera” w Warszawie, 19 grudnia
- Wieczerza Wigilijna – akcja rytualna, Warszawa, Galeria Repassage, 24 grudnia
- Zatrzymanie czasu – akcja obrzędowa z użyciem pigmentu, budzika, walizki i wody, Warszawa, Dworzec Główny, grudzień 1972-styczeń 1973

1973
- Więź – interwencja, Warszawa, skwer przy ul. Bednarskiej
- Rezerwat – instalacja, Galeria Teatru Studio, Warszawa, grudzień
- Bez odbioru – akcja

1974
- Biały most – akcja, Wrocław, wrzesień
- Tryptyk rzeźb polichromowanych – (żywe postacie), Warszawa, Galeria Współczesna, październik
- Mydlana żona – instalacja, Galeria Współczesna, Warszawa
- Obchód – Oddział Specjalny, Piktogramy żyjące – instalacja, Wrocław, BWA, listopad
- „Pokaz plastyczny: Edward Dwurnik – Jerzy Kalina”, Stół wigilijny II, Piktogramy żyjące II

1975
- Obchód II – Galeria Repassage, Warszawa, 14–25 kwietnia
- Incydent – determinaż miejski, 6 dni tygodnia + miesiąc, Szwecja, Johannesgaten 7, Konsthall, Malmö, sierpień
- Szpital – Piktogramy żyjące, instalacja, ekspozycja Johannesgaten 7, Konsthall, Malmö, Szwecja,;Wersja szwedzka Obchodu wrocławskiego.
- Dwie godziny z karabinem – akcja, Warszawa, Domy Towarowe Centrum i okoliczne ulice, październik
- Manifest pozytywistyczny – akcja (przygotowana wspólnie z Małgorzatą Maliszewską), Warszawa, ul. Złota, październik
- Wiwidrama – działanie przeprowadzone z Małgorzatą Maliszewską, Warszawa, Galeria Studio
- Szeptany kwadrat Malewicza – akcja, Warszawa, pasaż Ściany Wschodniej, współdziałanie z Małgorzatą Maliszewską, listopad.
- Pokolenie 30 – piktogram żyjący, instalacja (przygotowany wspólnie z Małgorzatą Maliszewską), Warszawa, Galeria ZPAP, ul. Mazowiecka, grudzień

1977
- Blue jeans – akcja rytualna, Warszawa, muzyka Jacek Malicki Krokodyl, Galeria Teatru Studio, 4 grudnia
- Przejście – pomnik anonimowego przechodnia – na skrzyżowaniu ulic Świętokrzyskiej i Mazowieckiej w Warszawie, noc z 12 na 13 grudnia

1978
- Brama Triumfalna – instalacja, Białystok, pl. Zwycięstwa, wrzesień
- Katapulta – akcja obrzędowa, dziedziniec Uniwersytetu Warszawskiego, 16 października
- ARTbus – determinaż miejski – akcja turystyczna jazda po mieście, Gdańsk

1979
- Instalacja z Palmą – Galeria Chełm 72 w Chełmie

1981
- Czarna procesja – Akcja interwencyjna – czwarty zawał Kultury i Sztuki – Warszawa, 2 maja
- Długi autobus Wikingów – determinaż miejski – akcja, Malmö, Szwecja, sierpień

1983
- Grób Wielkanocny – Warszawa, kościół Nawiedzenia NMP, ul. Przyrynek
- Z lasu do lasu – akcja, 11 listopada w Dzień Niepodległości, Laski pod Warszawą
- Ostatnia Wieczerza – instalacja, wystawa „Znak Krzyża”, Warszawa, kościół Miłosierdzia Bożego ul. Żytnia, 14–30 czerwca

1984

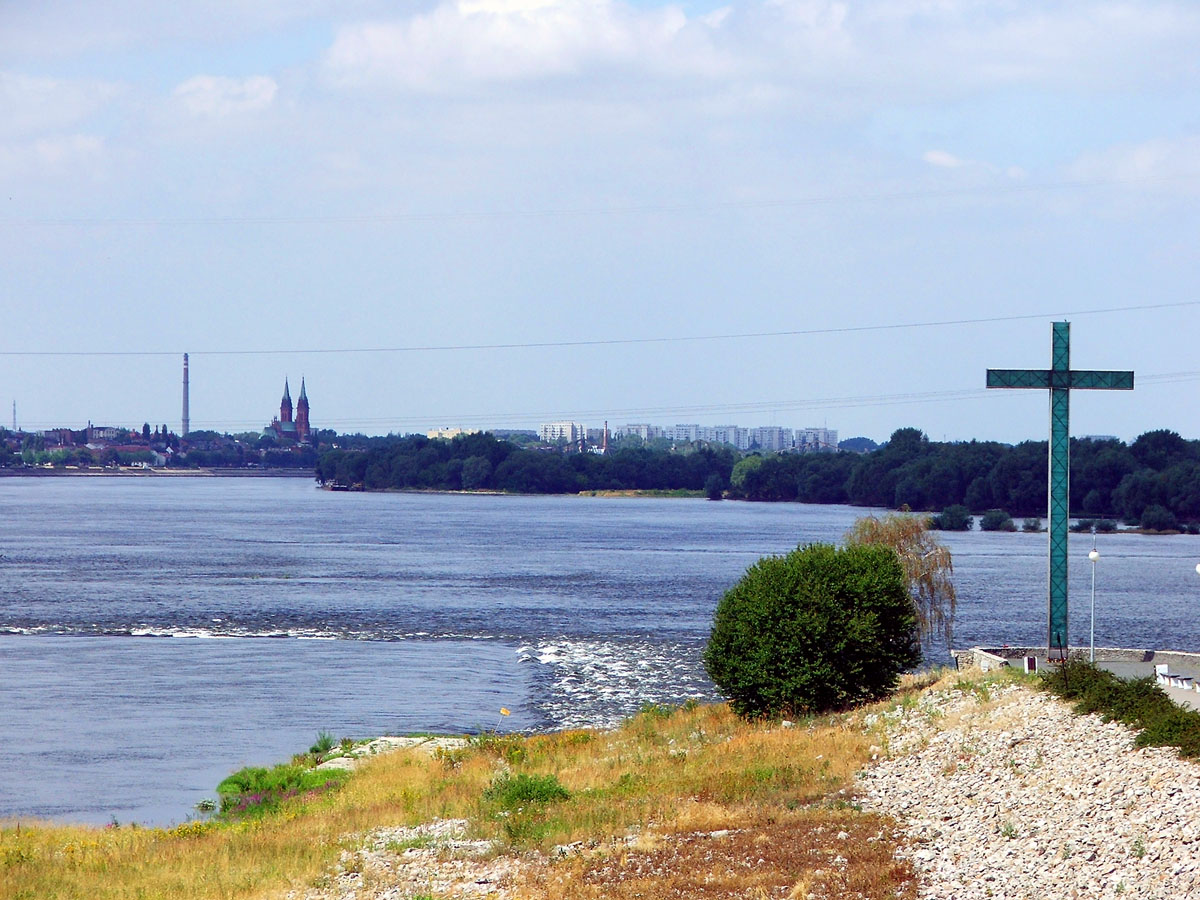
Krzyż Pomnik ks. Jerzego Popiełuszki we Włocławku przy tamie

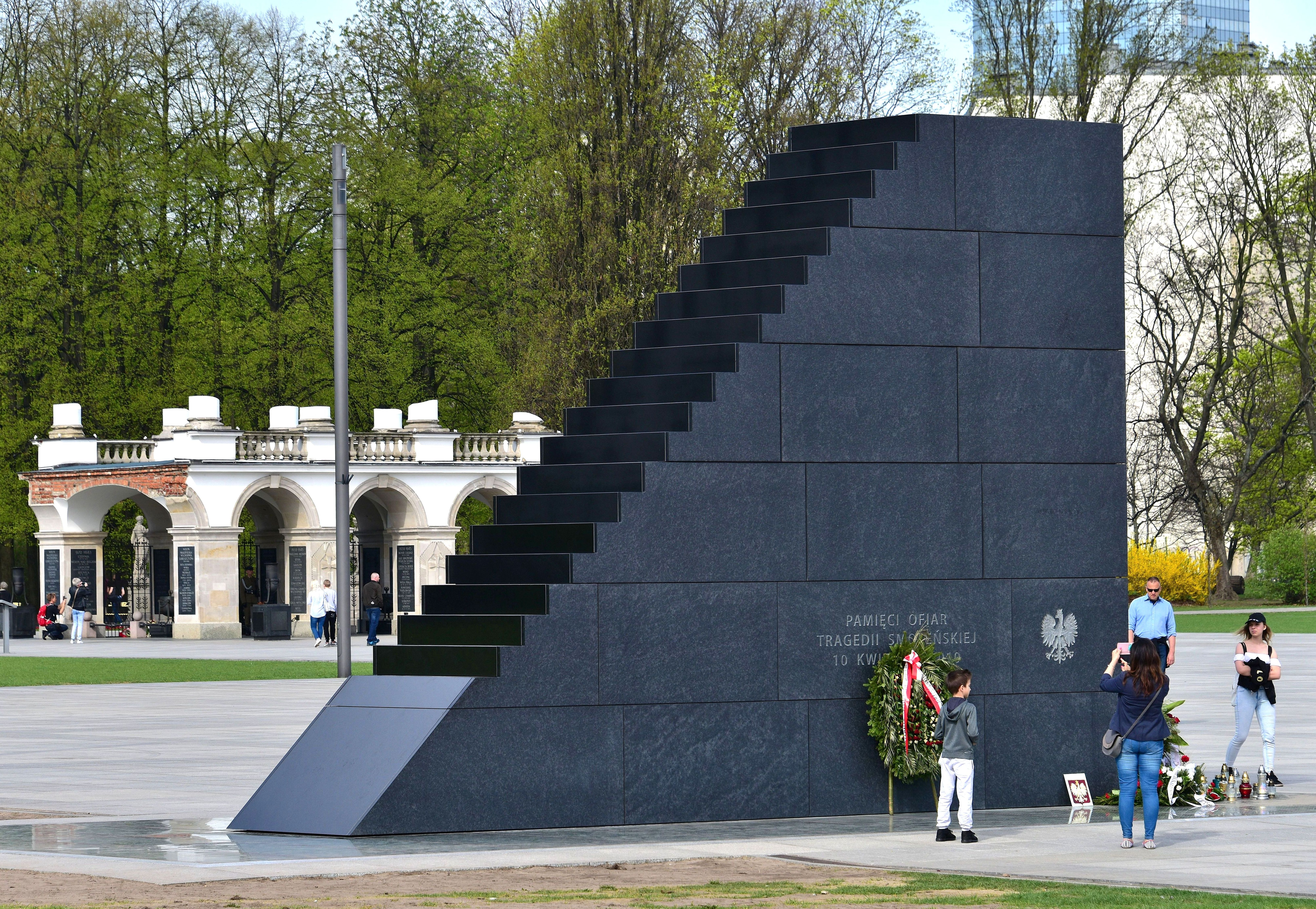
Pomnik Ofiar Tragedii Smoleńskiej w Warszawie

- Zmartwychwstanie – instalacja, Warszawa, dolny kościół Św. Krzyża
- Grób Wielkanocny – Warszawa, kościół Garnizonowy przy ul. Długiej
- Esperalia – wystawa – instalacja, Warszawa, Galeria Studio
- Szmatnia – performance towarzyszący wystawie „Esperalia”
- Oprawa plastyczna pogrzebu księdza Jerzego Popiełuszki – kościół św. Stanisława Kostki w Warszawie
- Pojazd Betlejemski – instalacja, kościół św. Stanisława Kostki, Warszawa
- Piaskownica – instalacja, wystawa „Apokalipsa, światło w ciemności”, dolny kościół św. Krzyża, listopad
- Bezsilność – instalacja, kościół św. Stanisława Kostki w Warszawie
- Całun Toruński – instalacja, kościół w Suchowoli

1985
- Relikwiarz (instalacja); Epitafia polskie (instalacja) – wystawa Przeciw Złu, Przeciw Przemocy dedykowana pamięci ks. Jerzego Popiełuszki, kościół parafialny w Mistrzejowicach, luty-marzec
- Krzyżowanie – instalacja, kościół św. Stanisława Kostki, Warszawa, kwiecień
- Grób Wielkanocny – Warszawa, kościół św. Stanisława Kostki
- Twierdza polska’81 – instalacja, park pałacyku myśliwskiego, Antonin k. Kalisza, kurator: Jacek Olędzki
- Sarkofag S.P.Q.R. (instalacja), Łąka (piktogram żyjący) – wystawa Niebo nowe i ziemia nowa?, Warszawa, kościół Miłosierdzia Bożego, październik

1986
- Walcowanie – instalacja, Podkowa Leśna, kościół św. Krzysztofa
- Madonna Czarnobylska – ikona

1987
- Grób Wielkanocny, Redyk-Stół świąteczny, Droga świateł – instalacje zaprezentowane na wystawie Droga świateł, kościół Miłosierdzia Bożego w Warszawie
- Wielkanoc 1987. Grób Chrystusa – kościół Miłosierdzia Bożego na Żytniej, instalacja

1988
- Odloty – Sen Emigranta – instalacja, 27. Festiwal Polskich Sztuk Współczesnych, Wrocław
- Szmatnia II – performance, II Spotkania Teatru Wizji i Plastyki, Katowice’88.
- Bon voyage – instalacja, kolekcja rzeźby współczesnej w parku olimpijskim w Seulu
- Mój dom – instalacja meteorologiczna, wrzesień wystawa „Rzeźba w ogrodzie” SARP, Warszawa
- Wyrok na choinkę – performance, Las Komorowski (rocznica stanu wojennego)

1989
- Wystawa Odloty – Galeria Studio, Warszawa 20 lutego–12 marca; Suka w dygocie – instalacja; Dzień dobry – instalacja; Trzepanie malarstwa – performance obrzędowy
- Mutanty w krainie aktywnych liliputów – instalacja, Berlin, Ośrodek Kultury Polskiej
- Jezioro Genezaret – instalacja meteorologiczna, Berlin, Ośrodek Kultury Polskiej
- Ściana pamięci – instalacja, Warszawa, kościół na ul. Żytniej, Wielkanoc
- Pociąg do nieba – instalacja, 3–31 maja, wystawa „Sztuka najnowsza. Na obraz i podobieństwo”, dawne zakłady Norblina, Warszawa
- Wieża Babel – instalacja, wrzesień, wystawa „Labirynt”, kościół na Ursynowie, Warszawa
- Jezioro Genezaret II – instalacja meteorologiczna, 4m x 5 m, listopad wystawa „Lochy Manhattanu”, Łódź

1990
- Brama Raju; Apel; Aleja Zasłużonych – instalacje pokazane na wystawie „Raj utracony – sztuka 1949–1989”, Centrum Sztuki Współczesnej, Zamek Ujazdowski, Warszawa
- Welcome to Poland – performance, park miejski, Niemcy, Mülheim, 30 maja druga wersja plenerowa „Trzepania malarstwa”
- Solidarność w Pradze – Czas niepokornych, Wańka Wstańka – instalacje, Praga, 31 sierpnia
- Czas niepokornych – instalacja, wystawa „Czas niepokornych. Historia opozycji w Polsce w latach 1970–1989”, Muzeum Ruchów Niepodległościowych, Warszawa, dawne Muzeum Lenina; J. Kalina – narracja plastyczna, październik
- Syberyjski kondukt – instalacja
- Welcome to Poland – performance, Points East, Tird Eye Centre Glasgow, 11 grudnia–10 stycznia 1991

1991
- Oddział Specjalny Piktogram; Żyjący – instalacja (rekonstrukcja z 1974), wystawa „Magowie i mistycy”, Centrum Sztuki Współczesnej, Zamek Ujazdowski
- Warszawa Welcome to Poland – performance, III Spotkania Teatru Wizji i Plastyki, Katowice
- Ćmy i mury, noćné mory – instalacja, Praga, Bratysława, Ośrodki Kultury Polskiej, marzec-maj
- Kontr-Formationen. Genese der Solidarność Polen 1970–1989, 1-30 Mai instalacja garażowa, Mülheim, druga wersja wystawy „Czas niepokornych”
- Apel – performance, instalacja na chór 110-osobowy, 200 łopat i trąbę sygnałówkę, 29. Festiwal Polskich Sztuk Współczesnych, wrocławski Rynek, 22–26 maja
- Katedra – instalacja, Li – 9, Londyn, Serpentine Gallery
- Trawiatta – obiekty adoptowane, piktogramy żyjące, Londyn, Serpentine Gallery
- Welcome to Poland – performance, Londyn, Serpentine Gallery, czerwiec-lipiec
- Piramida Chopsa – obiekt meteorologiczny, Wrocław, Rynek
- Biały relief – instalacja, Wrocław, Rynek
- Katedra – II – instalacja, II Światowe Spotkania Młodzieży z Janem Pawłem II, Częstochowa
- Niedyskrecje – instalacja meteorologiczna, IV Biennale Sztuki Nowej, Zielona Góra
- Sarkofagi – instalacja, wystawa „Spotkanie Świętych Obrazów”, Warszawa, Kraków 23 września-31 października
- Epitafium – Siedem przestrzeni – instalacja przed Zachętą, Warszawa
- Kanibale sztuki; Ukamienowanie; Mokre opowiadanie – akcje, współpraca aktorów Teatru Studio z aktorami Teatru Narodowego z Tajpej, Centrum Kultury im. Czang Kaj-szeka, Tajpej, Tajwan

1992
- Portret trumienny – z cyklu przedmiotów adoptowanych; Stółburgery – instalacja Noc Świętojańska albo Sen nocy letniej – zdarzenie artystyczne, ambasada RP, Praga, 24 czerwca
- Z pamiętnika kombatanta – instalacja; Portret trumienny, przedmiot adoptowany, Warszawa, Galeria ZPAP, listopad
- Idziemy do Europejskiego – akcja rytualna, Warszawa, hol MKiS, listopad
- Przejście przez Morze Czerwone – upadek Gigantów – instalacja, Warszawa, Kordegarda, 13 listopada-13 grudnia
- Nalot dywanowy – akcja, Galeria Appendix, Warszawa, aula oraz kilka pomieszczeń Akademii, 13 grudnia

1993
- Na sznurku – performance w parku w Orońsku w ramach seminarium „Sztuka i miasto”, listopad
- Litania – akcja rytualna
- Zakaz postoju-Kondukt Żałobny – instalacja, Częstochowa, 3 kwietnia-2 maja, muzyka Eugeniusz Rudnik Międzynarodowy Festiwal Muzyki Sakralnej „Gaude Mater”
- Obchód – wystawa Repassage, Zachęta, Warszawa, 28.06, rekonstrukcja
- Źródło – instalacja
- Paleniska, Wielka Chorągiew Litwy i Białorusi – obiekt
- Wielkie Xsięstwo – zdarzenie artystyczne, Stara Kotłownia, Warszawa, 15 października
- K+M+B – z cyklu przedmioty adoptowane
- Wieża Babel – Berlin, Künstlerhaus Bethanien
- Martwa natura – przedmioty oczyszczone – instalacja
- Babie lato – performance, Łódź, Galeria Manhattan, 10–11 grudnia
- Znowu gwiazda spadła, Ciepły kąt – instalacje, spotkanie „Wieczerza, czyli widzialne i niewidzialne”, Warszawa, Galeria ZPAP, 6–31 grudnia

1994
- Jezioro Genezaret – obiekt, II Triennale Plastyki „Sacrum. Wiara – Sztuka”, Częstochowa 1994
- Miejsce pamięci ciszą strzeżone – instalacja
- Płyty pamięci – obiekty (z 1984), wystawa „63 dni i nocy”, Muzeum Archidiecezji Warszawskiej, Warszawa, 12 sierpnia-15 września
- Myśli narzutowe – obiekty
- Miejsce pamięci ciszą strzeżone – instalacja, Katedra św. Eberharda, Stuttgart
- Podniesienie światła – akcja obrzędowa w parku przed pałacem,
- Stół – ogień– ziarno, obiekt obrzędowy we wnętrzu
- Ogień krzepnie blask ciemnieje – zdarzenie artystyczne, Warszawa, Królikarnia, 17 grudnia
- Sex pustynny – instalacja
- Piorun kulisty – opowiadanie rysunkowe, 1986, wystawa „Ars erotica”, Muzeum Narodowe, Warszawa
- Płonące okno – instalacja, Warszawa, pl. Piłsudskiego, Warszawa,1-3 sierpnia

1995
- Porwanie Europy – akcja rytualna z udziałem Małgorzaty Magier i muzyki A. Mitana, spotkanie „Europa między Bizancjum a Disneylandem”, dziedziniec Zamku Królewskiego, Warszawa, 17 maja
- Myśli narzutowe – rzeźba, stała ekspozycja w ogrodzie w Komorowie
- W drzwiach i za drzwiami po tej i po tamtej stronie – organizacja przestrzeni następującymi instalacjami: Wjazd triumfalny, Pragnienie milionów, Stoły biesiadne, Wielka woda i ziemia Schrony – wulkan i kurhany, Neo Noe, Anioł nad pałacem, Przesłuchanie Warszawa, teren Wytwórni Filmów Dokumentalnych, wrzesień
- Ślizgawka, Przesłuchanie, Myśli narzutowe – instalacje, wystawa „50 lat później w Milanówku”, Galeria Ars Longa, Milanówek, październik
- Wigilia – [rekonstrukcja], wystawa „Wokół polskiej rzeźby lat 70.”, Orońsko, październik-listopad

1996
- Lud w lód – Hybernator 2000 – akcja rytualna, Park Agrykola, Warszawa, 27 stycznia
- Ruchome progi – instalacja, wystawa Oikos’96, Bydgoszcz, Muzeum Okręgowe, kwiecień
- Na progu – przestrzeń dedykowana Krzysztofowi Kieślowskiemu, Galeria Pokaz, Warszawa, 2–6 kwietnia
- Wielki Żar 1, 2 – akcje obrzędowe, plaża, iluminacja koncertu Janusza Olejniczaka, pole golfowe
- Na progu – druga przestrzeń dedykowana Krzysztofowi Kieślowskiemu, MDK, I Festiwal Gwiazd, Międzyzdroje

1997
- Co w trawie piszczy, fatamorgana miejska – akcja z okazji Dnia Dziecka, Warszawa, Krakowskie Przedmieście, 1 czerwca
- Może popiół, morze diament – akcja rytualna, Wakacyjny Festiwal Gwiazd, Międzyzdroje
- Z dnia na dzień – instalacja, Mała Galeria, Nowy Sącz
- Ducha nie gaście – akcja obrzędowa, cmentarz w Nowym Sączu, V Mały Festiwal Form Artystycznych, Mała Galeria, Nowy Sącz, wrzesień – październik
- Wieczna ospa – performance, Warszawa, hol w Zachęcie, 13 listopada, z okazji dwudziestopięciolecia Galerii Studio
- K+M+B – 1984 – Wspomnienie – Pojazdu Betlejemskiego z 1984 r. – instalacja, wystawa „To lubię”, Pałac Sztuki, Kraków
- Wieczna ospa – tryptyk małopolski – akcja rytualna, wystawa „Bliźniemu swemu...”, Filharmonia Rzeszowska
- Wieczna ospa – tryptyk śląski – akcja rytualna, IV Karnawałowy Ogród Sztuki, Czechowice-Dziedzice
- Błękitna rapsodia. Fatamorgana miejska 3 – akcja, Królikarnia, Park i Muzeum im. Xawerego Dunikowskiego, Warszawa, 16 września
- Wieża świątecznych ciśnień – akcja obrzędowa
- Choinka artystów – instalacja, skwer przed Zachętą, grudzień

1998
- Widzenie 1 – (muz. Milo Kurtis) 1 lipca
- Widzenie 2 – (muz. Jan Kanty Pawluśkiewicz) 5 lipca akcje obrzędowe na plaży, III Wakacyjny Festiwal Gwiazd, Międzyzdroje
- Żary i popioły – akcja obrzędowa, plener (muz. Jan Kanty Pawluśkiewicz, śpiew Elżbieta Towarnicka), Międzynarodowy Festiwal Ulicy, Wilno ’98, sierpień
- Między niebem a ziemią – akcja obrzędowa w plenerze nad Motławą; Sztuka – zwierciadłem kultur, narracja plastyczna, przestrzeń sakralna kościoła św. Jana, Gdańsk, 25–26 września w ramach Kongresu Architektury Polskiej
- Wataha Morska – instalacja, plaża w Międzyzdrojach, IV Festiwal Gwiazd w Międzyzdrojach
- Dzisiaj w Warszawie wesoła nowina – Opłatek dla Warszawy fatamorgana miejska 2, reżyseria i inscenizacja Jerzy Kalina, akcja pod patronatem Opery Narodowej, pl. Teatralny, 22 grudnia

1999
- Pod powieką – wystawa/instalacja, Galeria Kordegarda, Warszawa, maj-czerwiec
- Via Crucis – instalacja, fosa zamkowa w Toruniu, 2–27 maja Wystawa „Poczucie sacrum”
- Wataha – obiekt pogański, stulecie Komorowa pod Warszawą
- Trzy stany – działania obrzędowe, stodoła dworska w posiadłości Ronalda Dwighta, Jadamowo pod Nidzicą
- Przesłuchanie – instalacja, wystawa „Czas nadziei”, prace artystów tworzących w ramach kultury niezależnej, Galeria Ars Longa, Milanówek, 11 listopada
- Praska zima – Sąd Ostateczny – działania obrzędowe, muzyka Eugeniusz Rudnik, fasada Teatru Academia w Warszawie, 11 grudnia, w ramach wystawy „Sąd Ostateczny” przygotowywanej przez E. Dzikowską i W. Wierzchowską.

2000
- Obsesjonata I – performance w ramach „Warszawskiej Jesieni”, kurator Krzysztof Knittel
- Obsesjonata II – performance na zaliczenie – performance, Zachęta, Warszawa, listopad
- Biały schron – dedykacja na 80. rocznicę urodzin Ojca Świętego Jana Pawła II, działania obrzędowe, Muzeum Narodowe we Wrocławiu, 18 maja
- Most Fahrenheita – działania na moście wiślanym w Tczewie „Zdarzenie” II Międzynarodowy Festiwal Działań Teatralnych i Plastycznych, Tczew/Europa 2000, 7–9 września
- Nad utrata pamięci – działania obrzędowe w lesie, Muzeum Jarosława Iwaszkiewicza, Stawisko
- Szczelina obiekt pamięci ks. Jerzego. Stan tego, co ukryte... – instalacja, wystawa „Obrazy śmierci w sztuce polskiej XIX i XX wieku”, Muzeum Narodowe w Krakowie

2001
- Na ćmy pokuszenie – instalacja, metal, woda, oliwa z oliwek i sznur świetlny, wystawa „Światło”, Galeria Studio, Warszawa
- Fatamorgana morska na ćmy pokuszenie – akcja obrzędowa (muzyka Milo Kurtis Drum Freaks), Festiwal Gwiazd, plaża w Międzyzdrojach

2020
- Zatrute źródło – instalacja, pomnik Jana Pawła II ciskającego głaz w wypełnioną czerwoną wodą nieckę fontanny znajdującej się na dziedzińcu Muzeum Narodowego w Warszawie, upamiętnienie setnej rocznicy urodzin Jana Pawła II[10].

## Nagrody i wyróżnienia
- 1977 Nagroda im. Cypriana Kamila Norwida za Przejście
- 1984 Nagroda Kulturalna „Solidarności” za oprawę plastyczną pogrzebu ks. Jerzego Popiełuszki
- 1986 Nagroda im. Brata Alberta za organizację i uczestnictwo w Ruchu Kultury Niezależnej
- 1990 Nagroda Ministra Kultury i Sztuki „Najciekawsze Wydarzenie Muzealne Roku” za instalację Czas Niepokornych
- 2004 Statuetka „Przasnyski Koryfeusz”
- 2005 Złoty Medal Opiekuna Miejsc Pamięci Narodowej[11]
- 2013 Nagroda im. Lecha Kaczyńskiego[12]
- 2016 Doroczna Nagroda Ministra Kultury i Dziedzictwa Narodowego przyznana przez ministra Piotra Glińskiego za Całokształt Twórczości[13].
- 2017 Nagroda „Totus Tuus”[11][14]
- 2019 Medal Stanisława Ostoi-Kotkowskiego w kategorii „Twórca Uznany”[15]
- 2020 członek czynny Polskiej Akademii Umiejętności[16]

## Odznaczenia
- Krzyż Oficerski Orderu Odrodzenia Polski (2007)[11]
- Srebrny Medal „Zasłużony Kulturze Gloria Artis” (2008)[11][17]
- Medal Stulecia Odzyskanej Niepodległości (2019)[18]
- Złoty Medal „Zasłużony Kulturze Gloria Artis” (2023)[19]
- Order Orła Białego (2023)[20][21]